# Krejser Varjag
Krejser Varjag (Крейсер «Варяг», L'incrociatore Varjag) è un film del 1946 diretto da Viktor Vladislavovič Ėjsymont.